# Christian McBride
Christian McBride (31 de maio de 1972, Filadélfia, Pensilvânia) é um baixista de jazz norte-americano.
Seu pai, Lee Smith e seu tio-avô, Howard Cooper, são conhecidos baixistas de Filadélfia, que serviram como primeiros mentores de  McBride.
Depois de iniciar no baixo, McBride mudou para contrabaixo e estudou na Juilliard School.
McBride tem realizado e gravado com várias lendas do jazz, incluindo Freddie Hubbard, McCoy Tyner, Brad Mehldau, Herbie Hancock, Pat Metheny, Joe Henderson, Diana Krall, Roy Haynes, Chick Corea, John McLaughlin, Wynton Marsalis, Hank Jones, Michael Dease, Lewis Nash, Joshua Redman, The Roots, Sting, entre outros.